# رازیانه‌بو
رازیانه‌بو یا ساسافراس (نام علمی: Sassafras) نام یک سرده از راسته برگ‌بوسانان است. از پوست و چوب این گیاه در عطرسازی و در طبابت از آن به عنوان داروی چشم استفاده می‌شود.

## دمنوش
دمنوش رازیانه‌بو یک نوشیدنی محبوب با عطر و طعم متمایز در آمریکای شمالی و آسیای شرقی است که از پوست ریشۀ درخت ساسافراس تهیه می‌شود. درخت ساسافراس یک درخت زینتی با پوستی صاف و برگ‌هایی معطر است و شکوفه‌های آن سبز مایل به زرد هستند.
مطالعات آزمایشگاهی نشان می‌دهد که دمنوش ساسافراس التهاب را کاهش داده، به‌عنوان یک دیورتیک طبیعی عمل کرده و عفونت انگلی لیشمانیوز را درمان می‌کند.

### ضد التهاب طبیعی
چای رازیانه‌بو حاوی ترکیبات متعددی است که به کاهش التهاب بدن کمک کرده و خطر ابتلا به بیماری‌های قلبی، سرطان و دیابت را کاهش می‌دهد.
یک مطالعۀ آزمایشگاهی نشان داده که ترکیبات متعدد موجود در رازیانه‌بو، فعالیت آنزیم‌هایی که موجب التهاب می‌شوند را مسدود می‌کند.
بااین‌حال تحقیقات دربارۀ اثرات ضد التهابی چای ساسافراس محدود بوده و مطالعات بیشتری برای بررسی اثر آن بر روی انسان نیاز است.

### دیورتیک گیاهی
گفته می‌شود که دمنوش رازیانه‌بو دارای خواص دیورتیک طبیعی است که با افزایش دفع ادرار به کاهش فشار خون بالا در افراد مبتلا به بیماری‌های کلیوی مزمن کمک می‌کند.
برخی از افراد همچنین از این داروهای طبیعی برای کاهش میزان احتباس آب در بدن و درمان ادم استفاده می‌کنند.

### درمان بیماری‌های عفونی
لیشمانیوز یک عفونت انگلی است که در مناطق گرمسیری و مناطق خاصی از جنوب اروپا رایج است. گفته می‌شود که برخی ترکیبات موجود در دمنوش ساسافراس برای درمان این بیماری مفید هستند.
در طب سنتی از دمنوش رازیانه‌بو برای بهبود سلامت دستگاه ادراری، کاهش علائم آرتروز و نقرس، درمان خارش و تورم ناشی از نیش حشرات، تقویت دستگاه ایمنی بدن، پاک‌سازی پوست صورت، بهبود گردش خون در بدن، افزایش هضم غذا و کاهش تب بالا استفاده می‌شود.